# Tottenham Hotspur Football Club Women 2020-2021
Questa voce raccoglie le informazioni riguardanti il Tottenham Hotspur Football Club Women nelle competizioni ufficiali della stagione 2020-2021.

## Stagione
A inizio stagione Jenna Schillaci si è ritirata dal calcio agonistico dopo 12 stagioni con gli Spurs e più di 200 presenze. La fascia di capitano è, pertanto, passata da Schillaci a Josie Green.
Il 19 novembre 2020, dopo che la squadra aveva ottenuto in campionato tre pareggi e quattro sconfitte nelle prime sette giornate, sono stati esonerati i due allenatori Karen Hills e Juan Carlos Amorós, alla guida della squadra dal 2009 e dal 2011, rispettivamente. Al loro posto la guida tecnica è stata affidata a Rehanne Skinner. Il campionato di FA Women's Super League, il secondo consecutivo del Tottenham in massima serie, è stato concluso all'ottavo posto con 20 punti conquistati in 22 giornate, frutto di 5 vittorie, 5 pareggi e 12 sconfitte. La partita casalinga del 10 gennaio 2021, valida per l'undicesima giornata, contro il Birmingham City, non è stata disputata perché la squadra ospite si è presentata con sole sette giocatrici; un tribunale indipendente, interpellato dalla FA, assegnò la vittoria a tavolino al Tottenham perché il Birmingham City aveva violato la regola federale 11.3.18.
In FA Women's Cup la squadra, che era partita dal quarto turno, è stata eliminata ai quarti di finale, dopo la sconfitta contro l'Arsenal. In FA Women's League Cup la squadra non ha superato la fase a gruppi, avendo concluso il proprio raggruppamento al terzo posto.

## Maglie e sponsor
Le tenute di gioco solo le stesse adottate dal Tottenham maschile.
| Casa | Trasferta | Terza divisa |

## Rosa
| N. |                          | Ruolo | Calciatrice            |
| -- | ------------------------ | ----- | ---------------------- |
| 1  | Norvegia (bandiera)      | P     | Aurora Mikalsen        |
| 2  | Spagna (bandiera)        | D     | Lucía León             |
| 3  | Canada (bandiera)        | D     | Shelina Zadorsky       |
| 4  | Galles (bandiera)        | C     | Josie Green (capitano) |
| 5  | Inghilterra (bandiera)   | D     | Kerys Harrop           |
| 6  | Inghilterra (bandiera)   | C     | Anna Filbey            |
| 7  | Inghilterra (bandiera)   | A     | Gemma Davison          |
| 8  | Inghilterra (bandiera)   | C     | Chloe Peplow           |
| 9  | Inghilterra (bandiera)   | A     | Rianna Dean            |
| 10 | Inghilterra (bandiera)   | A     | Rachel Williams        |
| 11 | Corea del Sud (bandiera) | C     | Cho So-hyun            |
| 12 | Nuova Zelanda (bandiera) | D     | Ria Percival           |
| 13 | Stati Uniti (bandiera)   | A     | Alex Morgan            |

| N. |                        | Ruolo | Calciatrice      |
| -- | ---------------------- | ----- | ---------------- |
| 14 | Inghilterra (bandiera) | A     | Angela Addison   |
| 15 | Paesi Bassi (bandiera) | D     | Siri Worm        |
| 16 | Inghilterra (bandiera) | A     | Kit Graham       |
| 17 | Inghilterra (bandiera) | A     | Jessica Naz      |
| 18 | Australia (bandiera)   | D     | Alanna Kennedy   |
| 19 | Inghilterra (bandiera) | A     | Lucy Quinn       |
| 20 | Inghilterra (bandiera) | D     | Abbie McManus    |
| 22 | Inghilterra (bandiera) | P     | Rebecca Spencer  |
| 23 | Inghilterra (bandiera) | A     | Rosella Ayane    |
| 25 | Inghilterra (bandiera) | D     | Hannah Godfrey   |
| 29 | Inghilterra (bandiera) | D     | Ashleigh Neville |
| 33 | Inghilterra (bandiera) | C     | Elisha Sulola    |
| 35 | Galles (bandiera)      | D     | Esther Morgan    |

## Calciomercato

### Sessione estiva
| Acquisti | Acquisti          | Acquisti            | Acquisti      |
| R.       | Nome              | da                  | Modalità      |
| -------- | ----------------- | ------------------- | ------------- |
| P        | Aurora Mikalsen   | Manchester United   | [ 9 ]         |
| P        | Sophie Whitehouse | Santa Clara Broncos | [ 10 ]        |
| D        | Kerys Harrop      | Birmingham City     | [ 11 ]        |
| D        | Alanna Kennedy    | Orlando Pride       | prestito      |
| D        | Shelina Zadorsky  | Orlando Pride       | prestito      |
| C        | Megan Wynne       | Bristol City        | fine prestito |
| A        | Alex Morgan       | Orlando Pride       | [ 13 ]        |
| A        | Rachel Williams   | Birmingham City     | [ 14 ]        |

| Cessioni | Cessioni          | Cessioni       | Cessioni      |
| R.       | Nome              | a              | Modalità      |
| -------- | ----------------- | -------------- | ------------- |
| P        | Chloe Morgan      | Crystal Palace | [ 15 ]        |
| D        | Jenna Schillaci   |                | ritirata      |
| C        | Coral-Jade Haines | Crystal Palace | [ 15 ]        |
| C        | Sophie McLean     | London Bees    | [ 15 ]        |
| C        | Emma Mitchell     | Arsenal        | fine prestito |
| C        | Megan Wynne       | Bristol City   | [ 15 ]        |

### Sessione invernale
| Acquisti | Acquisti         | Acquisti          | Acquisti |
| R.       | Nome             | da                | Modalità |
| -------- | ---------------- | ----------------- | -------- |
| D        | Alanna Kennedy   | Orlando Pride     | [ 16 ]   |
| D        | Abbie McManus    | Manchester United | prestito |
| D        | Shelina Zadorsky | Orlando Pride     | [ 16 ]   |
| C        | Cho So-hyun      | West Ham          | prestito |

| Cessioni | Cessioni          | Cessioni          | Cessioni |
| R.       | Nome              | a                 | Modalità |
| -------- | ----------------- | ----------------- | -------- |
| P        | Sophie Whitehouse | Birmingham City   | [ 19 ]   |
| D        | Lucía León        | Madrid CFF        | prestito |
| C        | Anna Filbey       | Celtic            | prestito |
| C        | Elisha Sulola     | Charlton Athletic | prestito |
| A        | Alex Morgan       | Orlando Pride     | [ 23 ]   |

## Risultati

### FA Women's Super League

#### Girone di andata
| Arbitro: | Dowle |

|                 |           |             |
| Fisk 53’ (aut.) | Marcatori | 57’ A. Leon |

| Arbitro: | Mason-Ellis |

|                  |           |  |
| Christiansen 51’ | Marcatori |  |

| Arbitro: | Pearson |

|                                           |           |            |
| Kelly 33’, 51’ (rig.) Mewis 53’ White 68’ | Marcatori | 80’ Filbey |

| Arbitro: | Fearn |

|  |           |               |
|  | Marcatori | 67’ M. Turner |

| Arbitro: | Byrne |

|                                               |           |          |
| McCabe 4’ Miedema 7’, 36’, 41’ Foord 15’, 64’ | Marcatori | 77’ León |

| Arbitro: | Conley |

|             |           |             |
| Neville 25’ | Marcatori | 13’ Chaplen |

| Arbitro: | Benn |

|                                 |           |                      |
| Logarzo 37’ (rig.) Salmon 90+2’ | Marcatori | 42’ Worm 64’ Neville |

| Arbitro: | Russell |

|                                             |           |                    |
| Harrop 11’ Addison 63’ A. Morgan 84’ (rig.) | Marcatori | 33’ (rig.) Kaagman |

| Arbitro: | Garratt |

|                                                 |           |             |
| A. Morgan 13’ (rig.) Siems 36’ (aut.) Ayane 63’ | Marcatori | 24’ Hanssen |

| Arbitro: | Garratt |

|                                                     |           |  |
| Leupolz 27’, 63’ (rig.) McManus 29’ (aut.) Kerr 38’ | Marcatori |  |

| Harrow 10 gennaio 2021, ore 14:00 UTC+0 11ª giornata | Tottenham | – a tavolino al Tottenham | Birmingham City | The Hive Stadium |

#### Girone di ritorno
| Arbitro: | Oliver |

|  |           |           |
|  | Marcatori | 35’ Quinn |

| Arbitro: | Byrne |

|                         |           |                                        |
| Addison 35’ Davison 57’ | Marcatori | 8’ (rig.), 18’ (rig.) Gauvin 61’ Scott |

| Arbitro: | Simms |

|              |           |  |
| Iwabuchi 12’ | Marcatori |  |

| Arbitro: | Welch |

|         |           |           |
| Worm 3’ | Marcatori | 52’ Evans |

| Arbitro: | Pearson |

|                  |           |  |
| Kaagman 61’, 74’ | Marcatori |  |

| Reading 14 marzo 2021, ore 12:30 UTC+0 17ª giornata | Reading    | 0 – 0 referto | Tottenham | Madejski Stadium\| Arbitro: \| Hattersley \| |
| Arbitro:                                            | Hattersley |               |           |                                              |

| Arbitro: | Conley |

|  |           |                                  |
|  | Marcatori | 26’ Foord 35’ Miedema 61’ McCabe |

| Arbitro: | Fearn |

|  |           |                                       |
|  | Marcatori | 5’ (aut.) Spencer 38’ Beckie 61’ Weir |

| Arbitro: | Hattersley |

|                                              |           |               |
| Toone 9’, 48’ (rig.) Press 19’ Sigsworth 31’ | Marcatori | 90+3’ Kennedy |

| Arbitro: | Fearn |

|  |           |               |
|  | Marcatori | 41’, 52’ Kerr |

| Arbitro: | Benn |

|  |           |            |
|  | Marcatori | 71’ Graham |

### FA Women's Cup
| Arbitro: | Benn |

|                          |           |                                     |
| F. Williams 12’ Rowe 49’ | Marcatori | 20’ Kennedy 48’ R. Williams 93’ Naz |

| Arbitro: | Byrne |

|                       |           |            |
| Quinn 30’ Graham 109’ | Marcatori | 80’ Watson |

| Arbitro: | Dowle |

|                                                       |           |             |
| Iwabuchi 15’ Wubben-Moy 32’ Foord 36’, 73’ Parris 44’ | Marcatori | 3’ Williams |

### FA Women's League Cup

#### Fase a gruppi
| Arbitro: | Garratt |

|                                                |           |  |
| Percival 12’ Kennedy 29’ Ayane 35’ Addison 82’ | Marcatori |  |

| Arbitro: | Heaslip |

|                          |           |  |
| Cuthbert 70’ Leupolz 84’ | Marcatori |  |

| Arbitro: | Fearn |

|                                       |                      |                                          |
| Miedema 12’ Foord 71’                 | Marcatori            | 59’ Percival 88’ Zadorsky                |
| McCabe Wubben-Moy Beattie Foord Wälti | Tiri di rigore 5 – 4 | Quinn Percival Kennedy Davison A. Morgan |

## Statistiche

### Statistiche di squadra
| Competizione            | Punti | In casa | In casa | In casa | In casa | In casa | In casa | In trasferta | In trasferta | In trasferta | In trasferta | In trasferta | In trasferta | Totale | Totale | Totale | Totale | Totale | Totale | DR  |
| Competizione            | Punti | G       | V       | N       | P       | Gf      | Gs      | G            | V            | N            | P            | Gf           | Gs           | G      | V      | N      | P      | Gf     | Gs     | DR  |
| ----------------------- | ----- | ------- | ------- | ------- | ------- | ------- | ------- | ------------ | ------------ | ------------ | ------------ | ------------ | ------------ | ------ | ------ | ------ | ------ | ------ | ------ | --- |
| FA Women's Super League | 20    | 11      | 3       | 3       | 5       | 11      | 17      | 11           | 2            | 2            | 7            | 7            | 24           | 22     | 5      | 5      | 12     | 18     | 41     | -23 |
| FA Women's Cup          | -     | 1       | 1       | 0       | 0       | 2       | 1       | 2            | 1            | 0            | 1            | 4            | 7            | 3      | 2      | 0      | 1      | 6      | 8      | -2  |
| FA Women's League Cup   | -     | 1       | 1       | 0       | 0       | 4       | 0       | 2            | 0            | 1            | 1            | 2            | 4            | 3      | 1      | 1      | 1      | 6      | 4      | +2  |
| Totale                  | -     | 13      | 5       | 3       | 5       | 17      | 18      | 15           | 3            | 3            | 9            | 13           | 35           | 28     | 8      | 6      | 14     | 30     | 53     | -23 |

### Andamento in campionato
| Giornata  | 1 | 2 | 3 | 4 | 5 | 6  | 7  | 8 | 9 | 10 | 11 | 12 | 13 | 14 | 15 | 16 | 17 | 18 | 19 | 20 | 21 | 22 |
| --------- | - | - | - | - | - | -- | -- | - | - | -- | -- | -- | -- | -- | -- | -- | -- | -- | -- | -- | -- | -- |
| Luogo     | C | T | T | C | T | C  | T  | C | C | T  | C  | T  | C  | T  | C  | T  | T  | C  | C  | T  | C  | T  |
| Risultato | N | P | P | P | P | N  | N  | V | V | P  | V  | V  | P  | P  | N  | P  | N  | P  | P  | P  | P  | V  |
| Posizione | 7 | 8 | 8 | 9 | 9 | 11 | 11 | 9 | 8 | 8  | 8  | 7  | 7  | 7  | 8  | 8  | 8  | 8  | 8  | 8  | 8  | 8  |

Legenda:

Luogo: C = Casa; T = Trasferta. Risultato: V = Vittoria; N = Pareggio; P = Sconfitta.

### Statistiche delle giocatrici
| Giocatore     | FA Women's Super League | FA Women's Super League | FA Women's Super League | FA Women's Super League | FA Women's Cup | FA Women's Cup | FA Women's Cup | FA Women's Cup | FA Women's League Cup | FA Women's League Cup | FA Women's League Cup | FA Women's League Cup | Totale   | Totale | Totale      | Totale     |
| Giocatore     | Presenze                | Reti                    | Ammonizioni             | Espulsioni              | Presenze       | Reti           | Ammonizioni    | Espulsioni     | Presenze              | Reti                  | Ammonizioni           | Espulsioni            | Presenze | Reti   | Ammonizioni | Espulsioni |
| ------------- | ----------------------- | ----------------------- | ----------------------- | ----------------------- | -------------- | -------------- | -------------- | -------------- | --------------------- | --------------------- | --------------------- | --------------------- | -------- | ------ | ----------- | ---------- |
| A. Addison    | 21                      | 2                       | 0                       | 0                       | 3              | 0              | 0              | 0              | 3                     | 1                     | 0                     | 0                     | 27       | 3      | 0           | 0          |
| A. Ale        | -                       | -                       | -                       | -                       | 1              | 0              | 0              | 0              | -                     | -                     | -                     | -                     | 1        | 0      | 0           | 0          |
| R. Ayane      | 19                      | 1                       | 0                       | 0                       | 3              | 0              | 1              | 0              | 3                     | 1                     | 1                     | 0                     | 25       | 2      | 2           | 0          |
| M. Bartrip    | -                       | -                       | -                       | -                       | 1              | 0              | 0              | 0              | -                     | -                     | -                     | -                     | 1        | 0      | 0           | 0          |
| S-H. Cho      | 7                       | 0                       | 1                       | 0                       | 2              | 0              | 0              | 0              | -                     | -                     | -                     | -                     | 9        | 0      | 1           | 0          |
| M. Clémaron   | -                       | -                       | -                       | -                       | 1              | 0              | 0              | 0              | -                     | -                     | -                     | -                     | 1        | 0      | 0           | 0          |
| G. Davison    | 16                      | 1                       | 0                       | 0                       | 1              | 0              | 0              | 0              | 3                     | 0                     | 0                     | 0                     | 20       | 1      | 0           | 0          |
| R. Dean       | 16                      | 0                       | 3                       | 1                       | 1              | 0              | 0              | 0              | 2                     | 0                     | 0                     | 0                     | 19       | 0      | 3           | 1          |
| A. Filbey     | 5                       | 1                       | 0                       | 0                       | -              | -              | -              | -              | 1                     | 0                     | 0                     | 0                     | 6        | 1      | 0           | 0          |
| H. Godfrey    | 5                       | 0                       | 0                       | 0                       | 0              | 0              | 0              | 0              | 2                     | 0                     | 1                     | 0                     | 7        | 0      | 1           | 0          |
| K. Graham     | 17                      | 1                       | 0                       | 0                       | 3              | 1              | 0              | 0              | 1                     | 0                     | 0                     | 0                     | 21       | 2      | 0           | 0          |
| J. Green      | 14                      | 0                       | 4                       | 0                       | 3              | 0              | 0              | 0              | 3                     | 0                     | 0                     | 0                     | 20       | 0      | 4           | 0          |
| K. Harrop     | 14                      | 1                       | 6                       | 0                       | 2              | 0              | 0              | 0              | 2                     | 0                     | 0                     | 0                     | 18       | 1      | 6           | 0          |
| A. Kennedy    | 19                      | 1                       | 2                       | 0                       | 1              | 1              | 0              | 0              | 3                     | 1                     | 0                     | 0                     | 23       | 3      | 2           | 0          |
| L. León       | 7                       | 1                       | 0                       | 0                       | -              | -              | -              | -              | 3                     | 0                     | 0                     | 0                     | 10       | 1      | 0           | 0          |
| A. McManus    | 10                      | 0                       | 2                       | 0                       | 2              | 0              | 0              | 0              | -                     | -                     | -                     | -                     | 12       | 0      | 2           | 0          |
| A. Mikalsen   | 5                       | -10                     | 1                       | 0                       | 0              | 0              | 0              | 0              | -                     | -                     | -                     | -                     | 5        | -10    | 1           | 0          |
| A. Morgan     | 4                       | 2                       | 0                       | 0                       | 3              | 0              | 0              | 0              | 1                     | 0                     | 0                     | 0                     | 8        | 2      | 0           | 0          |
| E. Morgan     | 8                       | 0                       | 0                       | 0                       | -              | -              | -              | -              | 0                     | 0                     | 0                     | 0                     | 8        | 0      | 0           | 0          |
| J. Naz        | 10                      | 0                       | 0                       | 0                       | 2              | 1              | 0              | 0              | -                     | -                     | -                     | -                     | 12       | 1      | 0           | 0          |
| A. Neville    | 12                      | 2                       | 4                       | 0                       | 3              | 0              | 0              | 0              | 3                     | 0                     | 1                     | 0                     | 18       | 2      | 5           | 0          |
| C. Peplow     | 4                       | 0                       | 0                       | 0                       | 0              | 0              | 0              | 0              | -                     | -                     | -                     | -                     | 4        | 0      | 0           | 0          |
| R. Percival   | 16                      | 0                       | 3                       | 0                       | 2              | 0              | 0              | 0              | 3                     | 2                     | 0                     | 0                     | 21       | 2      | 3           | 0          |
| L. Quinn      | 19                      | 1                       | 0                       | 0                       | 2              | 1              | 0              | 0              | 3                     | 0                     | 0                     | 0                     | 24       | 2      | 0           | 0          |
| R. Spencer    | 16                      | -31                     | 0                       | 0                       | 3              | -8             | 0              | 0              | 3                     | -3                    | 0                     | 0                     | 22       | -42    | 0           | 0          |
| E. Sulola     | 2                       | 0                       | 0                       | 0                       | -              | -              | -              | -              | 1                     | 0                     | 0                     | 0                     | 3        | 0      | 0           | 0          |
| J. Tang       | -                       | -                       | -                       | -                       | 1              | 0              | 0              | 0              | -                     | -                     | -                     | -                     | 1        | 0      | 0           | 0          |
| C. Ubogagu    | -                       | -                       | -                       | -                       | 1              | 0              | 0              | 0              | -                     | -                     | -                     | -                     | 1        | 0      | 0           | 0          |
| S. Whitehouse | 0                       | 0                       | 0                       | 0                       | -              | -              | -              | -              | 0                     | 0                     | 0                     | 0                     | 0        | 0      | 0           | 0          |
| R. Williams   | 12                      | 0                       | 0                       | 0                       | 3              | 2              | 0              | 0              | -                     | -                     | -                     | -                     | 15       | 2      | 0           | 0          |
| S. Worm       | 13                      | 2                       | 2                       | 0                       | 1              | 0              | 0              | 0              | 2                     | 0                     | 0                     | 0                     | 16       | 2      | 2           | 0          |
| S. Zadorsky   | 20                      | 0                       | 0                       | 0                       | 3              | 0              | 0              | 0              | 3                     | 1                     | 0                     | 0                     | 26       | 1      | 0           | 0          |